# Џејсон Ричардсон (кошаркаш)
Џејсон Ричардсон (енгл. Jason Richardson; Сагино, Мичиген, 20. јануар 1981) је бивши амерички кошаркаш. Играо је на позицији бека.

## Успеси

### Појединачни
- Победник НБА такмичења у закуцавању (2): 2002, 2003.
- Идеални тим новајлија НБА — прва постава: 2001/02.
- Најкориснији играч НБА руки челенџа: 2002.